# Alma Hütter-Krause
Alma Hütter-Krause, geborene Alma Krause, (21. Dezember 1844 in Gera – 9. Dezember 1885 in Liegnitz) war eine deutsche Opernsängerin (Sopran).

## Leben
Nach erfolgter Ausbildung betrat sie in Wiburg in Russland ihre Bühnenlaufbahn, war dann an den Hoftheatern in Dessau und Stuttgart, an den Stadttheatern in Hamburg, Nürnberg, Königsberg, Danzig, Bremen, Köln etc. engagiert und wurde im Jahre 1871 für die Wachtltournee durch die USA gewonnen, wo sie besonders als „Madeleine“ im Postillon, „Page“ in Hugenotten etc. stürmischen Beifall fand.
Nachdem die Künstlerin nahezu zehn Jahre als Opernsoubrette erfolgreich gewirkt hatte, ging sie zur Operette über, auf welchem Gebiete sie als eine der besten Vertreterinnen ihres Faches bezeichnet wurde. Diese hochbegabte Künstlerin starb plötzlich auf einer Gastspielreise in Liegnitz am 9. Dezember 1885 in der Blüte ihrer Jahre, auf der Höhe ihrer Beliebtheit.
Sie war verheiratet mit dem Theaterdirektor Julius Hütter (1834–1900).